# Francesco Storace

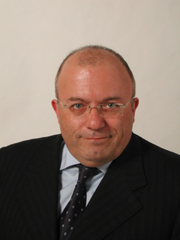
Francesco Storace (2006)

Francesco Storace  (* 25. Januar 1959 in Cassino, Provinz Frosinone) ist ein italienischer Politiker. Als Mitglied der Alleanza Nazionale war er von 2000 bis 2005 Regionalpräsident von Latium, anschließend bis 2006 italienischer Gesundheitsminister und von 2006 bis 2008 Senator. Von 2008 bis 2017 war er Vorsitzender der Partei La Destra, danach bis 2018 Vorsitzender des Movimento Nazionale per la Sovranità.

## Karriere

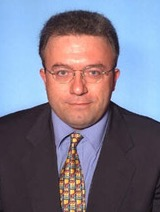
Storace ca. 1996

Er begann seine Karriere bei der Zeitung Il Secolo d’Italia, dem Parteiorgan des neofaschistischen Movimento Sociale Italiano, aus der später die rechtskonservative Alleanza Nazionale hervorging. Zu dieser Zeit war er ein Unterstützer von Gianfranco Fini. 1994 wurde Storace zum ersten Mal in die Abgeordnetenkammer gewählt, der er nach seiner Wiederwahl 1996 bis 2001 als Vertreter des Wahlkreises Trionfale in Rom angehörte. Von 1996 bis 2000 war er Vorsitzender des Parlamentsausschusses für die Aufsicht über den öffentlichen Rundfunk (Rai). Innerhalb der Alleanza Nazionale war Storace neben Gianni Alemanno Wortführer der Strömung Cantiera Italia („Baustelle Italien“) bzw. später Destra sociale („soziale Rechte“), die möglichst viel von der vormaligen MSI bewahren wollte, am stärksten am Bewegungsfaschismus festhielt und am wenigsten zu einer Öffnung der Partei bereit war.
Im April 2000 wurde er als Kandidat des Mitte-rechts-Bündnisses Casa delle Libertà zum Präsidenten der Region Latium gewählt. Er forderte damals, „Geschichtsschulbücher einer gründlichen Revision zu unterziehen“. Dies zielte darauf, die Geschichtsschreibung und Erinnerungskultur zu verändern, Kritik an der Resistenza zu etablieren und den Faschismus aufzuwerten. Storace setzte im Latium die Einsetzung einer entsprechenden Begutachtungskommission durch. Nach fünf Jahren im Amt verpasste er allerdings die Wiederwahl und unterlag mit 47,4 % dem Mitte-links-Kandidaten Piero Marrazzo. Daraufhin wurde er Gesundheitsminister im Kabinett Berlusconi III.
Im März 2006 war er in den sogenannten „Laziogate“-Skandal verwickelt, was zu seinem Rücktritt als Minister führte. Storace wurde verdächtigt, Hacker beauftragt zu haben, in die Melderegister-Datenbank der Stadt Rom einzudringen und die Computer der Partei Azione Sociale von Alessandra Mussolini auszuspionieren. Damit wollte er – so der Vorwurf – beweisen, dass die Partei falsche Unterstützerunterschriften vorgelegt habe, um bei der Regionalwahl in Latium gegen ihn anzutreten. Nach einem siebenjährigen Strafverfahren sprach ihn das Berufungsgericht 2012 von dem Vorwurf vollumfänglich frei. Am 10. April 2006 wurde er, an der Spitze der Parteiliste der Alleanza Nazionale, in den Senat gewählt, dem er bis 2008 angehörte.
Am 3. Juli 2007, nachdem er wiederholt den Führungsstil von Gianfranco Fini und die schleichende Verschiebung der Partei in Richtung politische Mitte kritisiert hatte, verließ er die Alleanza Nazionale. Er gründete eine eigene, radikal rechte Partei mit dem Namen La Destra (LD; „Die Rechte“), der sich auch Daniela Santanchè anschloss. LD ging zur Parlamentswahl 2008 ein Bündnis mit der neofaschistischen Fiamma Tricolore ein, scheiterte aber an der Einzugshürde. Er kandidierte im selben Jahr auch für das Bürgermeisteramt in Rom, erhielt aber nur 3,3 Prozent der Stimmen. Zur Regionalwahl in Latium 2010 ging La Destra ein Bündnis mit der Mitte-rechts-Sammelpartei Il Popolo della Libertà (PdL) ein, in der Alleanza Nazionale und Forza Italia mittlerweile aufgegangen waren. Storace unterstützte die Spitzenkandidatur von Renata Polverini und wurde selbst in den Regionalrat gewählt.
Von 2012 bis 2018 war Storace Herausgeber der Onlinezeitung Il Giornale d’Italia. Im Februar 2013 kandidierte er erneut für ein Bündnis seiner Partei mit der PdL und weiteren rechten Kleinparteien um das Amt des Regionalpräsidenten von Latium, verlor aber mit 29,3 Prozent gegen den Mitte-links-Kandidaten Nicola Zingaretti. Er erhielt jedoch erneut einen Sitz im Regionalrat. Zur Kommunalwahl in Rom 2016 trat Storace mit einer eigenen Liste an, die die Bürgermeisterkandidatur von Alfio Marchini unterstützte, kam aber nur auf 0,6 Prozent. Storace fusionierte seine Partei La Destra 2017 mit der Azione Nazionale von Gianni Alemanno. Es entstand das Movimento Nazionale per la Sovranità („Nationale Bewegung für die Souveränität“), dessen presidente Storace bis 2018 war. Im November 2018 trat er der Partei Fratelli d’Italia bei. Im Januar 2019 übernahm er den Herausgeberposten von Il Secolo d’Italia, das mittlerweile nur noch online erscheint.